# KFNB – Austria II bis Salamander
Die Dampflokomotiven „AUSTRIA II“ bis „SALAMANDER“, nach der Lokomotive SILESIA auch als Silesia-Klasse bezeichnet, waren Güterzuglokomotiven der KFNB.
Sie wurden 1849 bis 1853 von der Lokomotivfabrik der Wien-Gloggnitzer Eisenbahngesellschaft in Wien an die KFNB mit der Achsformel 1B geliefert.
Sie entstammten dem ersten Versuch John Haswells, des Leiters der Fabrik, eine Einheitstype zu entwickeln.
Viele Bauteile dieser Maschine waren ident mit jenen der Personenzuglokomotiven „NESTOR“ bis „ARIADNE“, „BIHAR“ bis „Üllö“ und „JASON II“.
Die Lokomotiven waren eine Weiterentwicklung der Stephensonschen Langkesselbauart. Sie hatten Innenrahmen und waagrecht außen liegende Zylinder. Die Treibräder waren mit Gegengewichten versehen.
Ab 1853 wurden alle Lokomotiven rekonstruiert, sie bekamen neue Kessel und andere Umbauten wurden durchgeführt, sodass sie sich untereinander in Details unterschieden.
Die Tabelle zeigt die ursprünglichen Dimensionen.

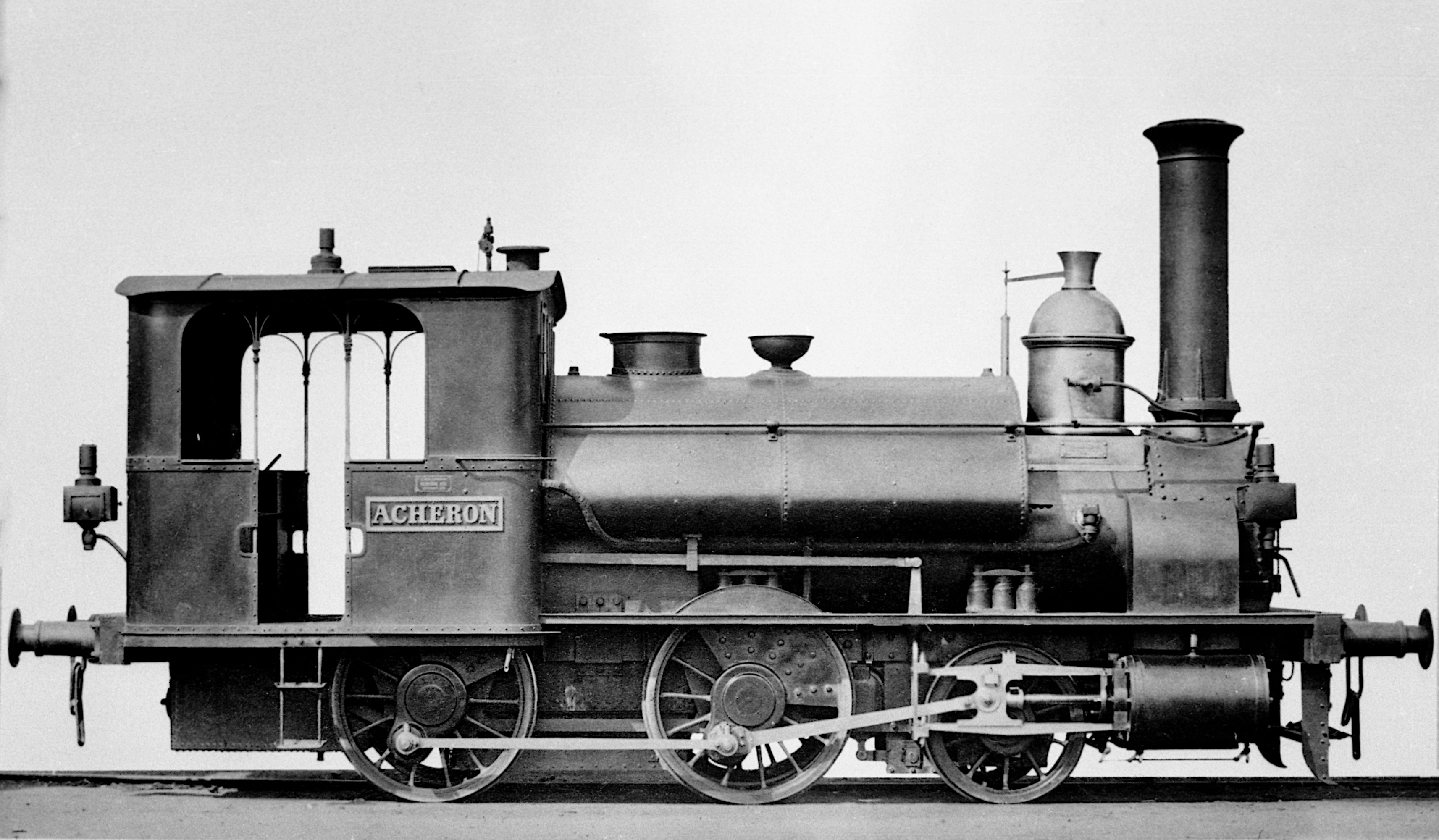
Die ACHERON nach ihrem Umbau 1872, sie wurde nicht mehr von der kkStB übernommen.

Zwischen 1868 und 1882 wurden 33 Stück dieser Type, da sie als Güterzuglokomotiven großteils ausgedient hatten, aber Bedarf an Verschublokomotiven bestand, in 1Bt-n2 umgebaut. Sie bekamen dabei für die Wasservorräte einen Satteltank, der über dem Kessel lag.
Bei der KFNB bildeten sie zunächst die Reihen V und VII, ab 1881 die Reihe IVb. Nur eine Maschine, die „HELIOS“ blieb im Originalzustand.
Die rekonstruierten, aber nicht umgebauten Lokomotiven wurden zwischen 1882 und 1898 ausgemustert. Von den Verschubmaschinen kamen 1918 noch sieben Stück zu den BBÖ, wo sie die Reihe 289 bildeten.
Diese wurden zwischen 1902 und 1925 aus dem Bestand ausgeschieden. Eine Maschine, die „LICAON“, wurde als Werkslokomotive verkauft. Sie überdauerte mehrere Jahrzehnte als Denkmallokomotive und wurde 1986 einsatzfähig aufgearbeitet (siehe Reihe 289).